# Самбра — Уаза
Канал Самбра — Уаза (фр. Canal de la Sambre à l'Oise) — канал на севере Франции, соединяющий реки Самбра (бассейн Мааса) и Уаза (бассейн Сены). Длина 71 км, 38 шлюзов. Пригоден для судов малого водоизмещения и максимальной длины 38,5 м.

## Сражение Первой мировой войны

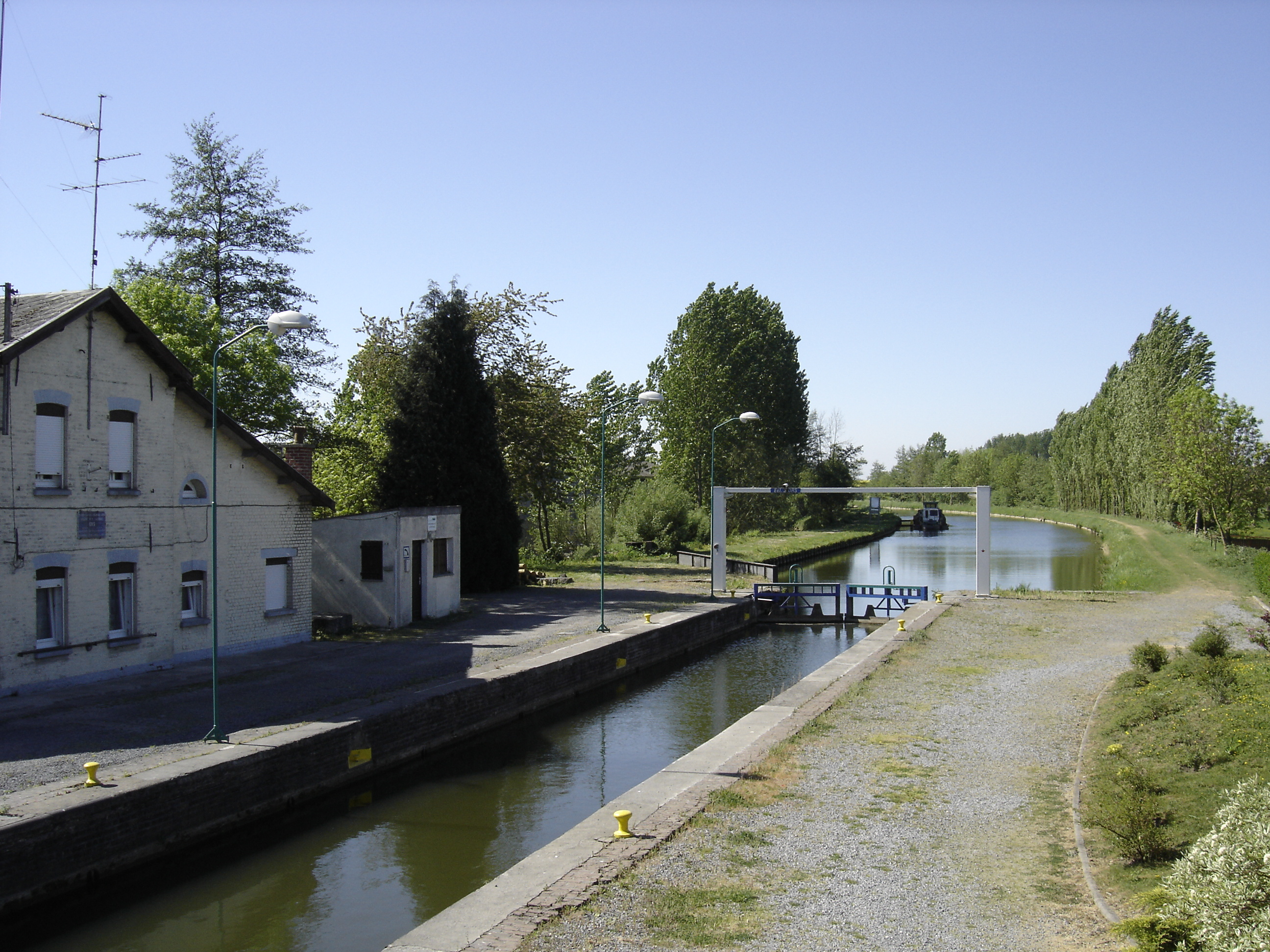
Шлюз на канале Самбра—Уаза в коммуне Орс (коммуна)

Во время Первой мировой войны на канале Самбра—Уаза союзники одержали одну из своих последних побед.
4 ноября 1918 года началось форсирование канала. В нём участвовали войска 2-го батальона Королевского сассекского полка и 2-го батальона Манчестерского полка, где служил поэт Уилфред Оуэн. В сражении также участвовали Ланкаширские стрелки. Британские силы должны были преодолеть несколько полей, окружённые высокими изгородями, затем пересечь канал у одного из шлюзов. Немецкие войска были вооружены пулемётами и винтовками.
Когда 2-й батальон достиг канала, Королевские инженеры перекинули через шлюз небольшие мостики. Несколько солдат сассекского полка поднялись на ворота шлюза. В конце концов, британцам удалось взять под контроль шлюз и пересечь канал.
Английский офицер и поэт Уилфред Оуэн был убит при пересечении канала всего за неделю до заключения перемирия.